# 소통 (양나라)
소명태자 소통(蕭明太子 蕭統, 501년 ~ 531년 5월 7일)는 중국 남북조 시대 양나라의 황태자이다. 자는 덕시(德施)이고, 양 무제와 귀빈 정령광 사이의 첫째 아들로 태어났다.

## 생애
502년 11월에 황태자에 책봉되었다. 어렸을 때부터 매우 총명하여 3살 때 이미 《논어》와 《효경》을 읽어냈고, 5살 때엔 《오경》을 독파했다고 전해진다.
515년 5월에 관례 의식을 치르고 성인이 된 이후에는 국정에 참여하여 백성에게 어진 정치를 펼쳐보이기도 했으며 문장가로서도 매우 유명하였다. 3만여 권의 장서들을 소장하였다고 전해지며 그로 인해 주변에는 항상 유명한 문인들이 모였다. 소통은 문인들과 함께 여러 유명한 문장을 모은 《문선》을 편찬했고 《금강경》을 32분(分)으로 편집하였다.
531년에 배를 타고 연못을 유람하던 도중 시녀가 장난으로 배를 흔드는 바람에 배가 전복되어 물에 빠지는 사고를 당했고 그해 음력 4월 6일에 향년 31세로 사망하였다. 사후 소명황태자(昭明皇太子)로 추시됐다.
552년에 손자인 소동이 황제로 즉위한 뒤 소통을 소명황제(昭明皇帝)로 추숭했다. 이후 555년에 셋째 아들인 소찰이 후량을 세우고 황제로 즉위한 뒤 또한 소명황제로 추숭했고 묘호를 더하여 고종(高宗)이라고 했다.

## 평가
"태자가 성인의 의복을 착용하면서부터 황상은 바로 조정의 정사를 사피고 관장하도록 시켰는데, 백관이 올리는 업무가 태자 앞에 쌓이고 맡겨지면 태자는 잘못된 것을 분별하였고, 가을철의 터럭 같은 것이라도 반드시 가렸으나 다만 명령하여 개정하게 하였으며 조사하여 탄핵을 덧붙이지 않았으며, 송사를 평등하게 결단하여 대부분 온전히 방면하였고 너그럽게 용서하여 무리를 화합시켰으며, 기뻐하고 화를 내는 것을 안색에 드러내지 않았다.
책을 읽고 문장을 짓기를 좋아하였고 훌륭한 인재를 끌어들여 가까이 하고 상을 주고 아끼는데 싫증내는 일이 없었고, 궁궐을 나간 지 20여년 동안에 소리와 음악을 기르지 않았다. 장마와 폭설 때마다 좌우에 있는 사람들을 보내어 민간 마을을 두루 돌게 하였고 가난한 사람들을 살펴서 구제하였다. 천성이 효성스럽고 공손하여 동궁에서 비록 한가롭게 있으나 자리에서 일어나 항상 서쪽을 향하였고, 저녁에 부름을 받아 들어가야 할 때면 자리를 바르게 하고 새벽까지 이르렀다. 누워서 병을 앓게 되자 황제께 우려를 끼칠까 두려워하고 칙령을 내려 물으면 번번이 스스로 힘을 들여 편지를 썼다. 죽게 되자 조정과 재야가 놀라고 건강에 거주하는 남녀들이 궁문으로 달려갔으며 도로에서 소리를 내어 울었다."— 사마광

## 가족

### 조부모와 부모
- 조부 : 태조(太祖) 문황제(文皇帝) 소순지(蕭順之)
- 조모 : 문헌황후(文獻皇后) 장상유(張尙柔)
- 부친 : 고조(高祖) 무황제(武皇帝) 소연(蕭衍)
- 모친 : 목황태후(穆皇太后) 정령광(丁令光)

### 후비
| 봉호               | 시호               | 이름(성씨) | 별칭  | 재위년도 | 생몰년도  | 국구(장인/장모) | 능묘 | 비고  |
| ------------------ | ------------------ | ---------- | ----- | -------- | --------- | --------------- | ---- | ----- |
| 황태자비(皇太子妃) | 소덕황후(昭德皇后) | 채씨(蔡氏) | [ 2 ] | (추존)   |           | 채준(蔡撙)      |      | [ 3 ] |
| 보림(保林)         | 원황태후(元皇太后) | 공씨(龔氏) |       | (추존)   | ? ~ 562년 |                 |      | [ 4 ] |

### 황자
| - | 봉호               | 시호       | 이름       | 생몰년도      | 생모          | 별칭  | 비고                       |
| - | ------------------ | ---------- | ---------- | ------------- | ------------- | ----- | -------------------------- |
| 1 | 예장군왕(豫章郡王) | 안(安)     | 소환(蕭歡) | ? ~ 541년     | 소덕황후 채씨 | [ 5 ] | [ 6 ]                      |
| 2 | 하동군왕(河東郡王) | 무환(武桓) | 소예(蕭譽) | 519년 ~ 550년 |               | [ 7 ] |                            |
| 3 | 양왕(梁王)         |            | 소찰(蕭詧) | 519년 ~ 562년 | 원태후 공씨   | [ 8 ] | 후량 초대 황제 선제(宣帝). |
| 4 | 무창군왕(武昌郡王) |            | 소속(蕭𧫷) | ? ~ 546년     |               |       |                            |
| 5 | 의양군왕(義陽郡王) |            | 소감(蕭譼) | ? ~ 537년     |               |       |                            |

### 황녀
| - | 봉호               | 이름 | 생몰년도 | 생모 | 부마       | 별칭 | 비고 |
| - | ------------------ | ---- | -------- | ---- | ---------- | ---- | ---- |
| 1 | 여릉공주(廬陵公主) |      |          |      | 왕선(王㳬) |      |      |